# كيري تورنر
كيري تورنر (بالإنجليزية: Kerry Turner)‏ هو ملحن أمريكي، ولد في 16 أكتوبر 1960.

## وصلات خارجية
- الموقع الرسمي
- كيري تورنر على موقع ميوزك برينز (الإنجليزية)
- كيري تورنر على موقع ديسكوغز (الإنجليزية)